# Mamoré

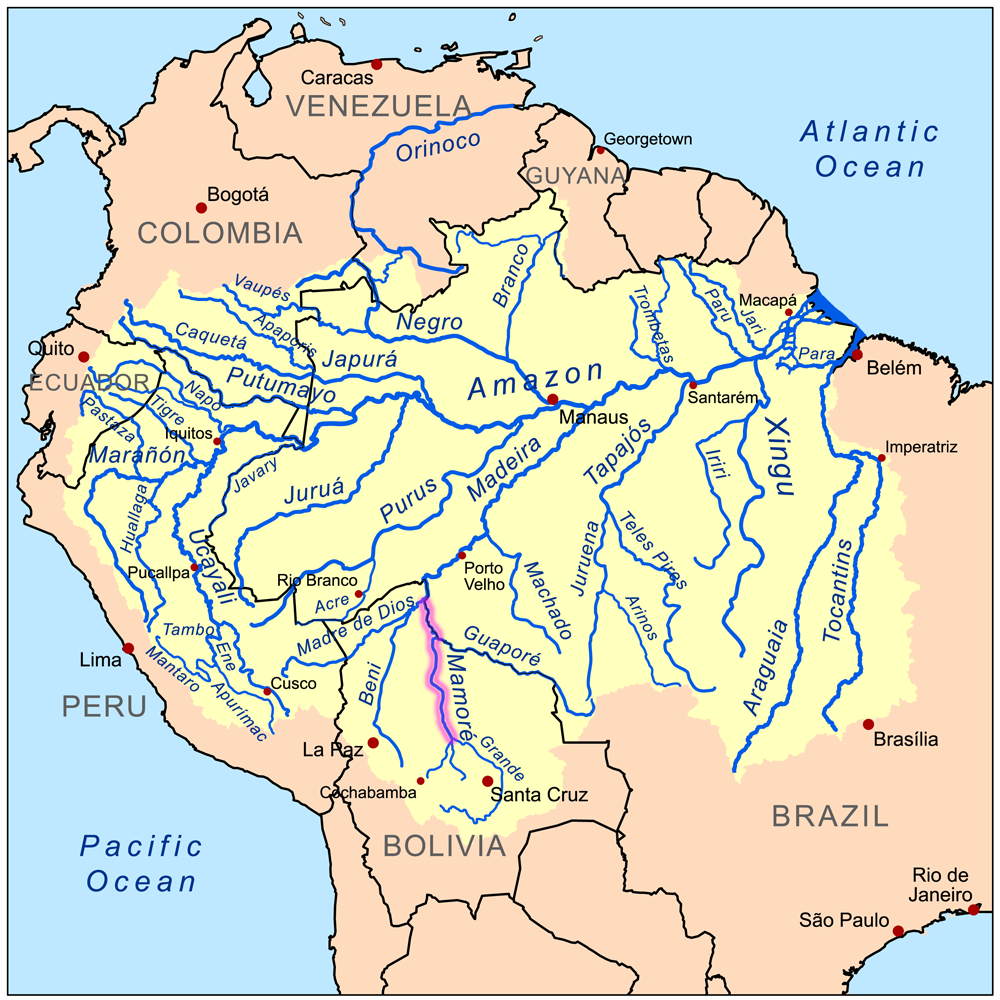
Bản đồ bồn địa Amazon với sông Mamoré được tô đậm

Mamoré là một sông lớn tại Bolivia và Brasil, sông hợp dòng cùng sông Beni để tạo nên sông Madeira, một trong những chi lưu lớn nhất của sông Amazon. Sông khởi nguồn từ sườn phía bắc của Sierra de Cochabamba, phía đông của thành phố Cochabamba, và được biết đến với tên gọi Chimoré ở phía dưới điểm hợp dòng cùng Chapare. Các chi lưu lớn nhất của sông là Chapare, Secure, Apere, và Yacuma ở phía đông, và Ichilo, Guapay, Ivari, Manique, và Guapore rừ phía đông. Nếu tính theo chiều dài của sông, Guapay có thể được coi là thượng du của Mamoré; nhưng lòng sông nông và bị cản trở, và mang một lượng dung tích nước ít hơn nhiều. Guapore, hay Itenez, cũng ngang ngửa với Mamore về mặt chiều dài và dung tích khi hợp lưu, và khởi nguồn của nó là tại Serra dos Parecis, Mato Grosso, Brasil, cách một vài dặm so với những dòng suối chảy theo hướng bắc đổ vào Tapajos và Amazon, và chảy về phía nam đến sông Paraguay và Paraná. Mamore bị gián đoạn bởi các ghềnh một vài dặm phía trên điểm hợp lưu với sông Beni, nhưng một tuyến đường sắt dài 300 km đx được xây dựng dưới các ghềnh của sông Madeira. Phía trên các ghềnh này, sông có khả năng thông ahnhf tới Chimore, ở chân của dãy núi, và hầu hết các chi lưu của sông cũng có thể thông hành một khoảng cách xa. Năm 1874, Franz Keller ghi nhận dòng chảy của Mamoré ở mức trung bình, và không bao gồm Guapore, có lưu lượng là 2.530 m³/s, và diện tích lưu vực, cũng không bao gồm Guapore, là 9.382 km².